# Chiloscyllium plagiosum
Espèce
Statut de conservation UICN

 NT  : Quasi menacé
Le Requin-chabot à taches blanches (Chiloscyllium plagiosum) vit dans les eaux côtières de l'Indo-Pacifique, de 35° Nord à 10° Sud. 

## Description
Le requin-chabot à taches blanches est brun avec des bandes transversales sombres et des points blancs. Ses nageoires sont épaisses. Il peut atteindre 95 cm de long.
Il est ovipare.

## Répartition

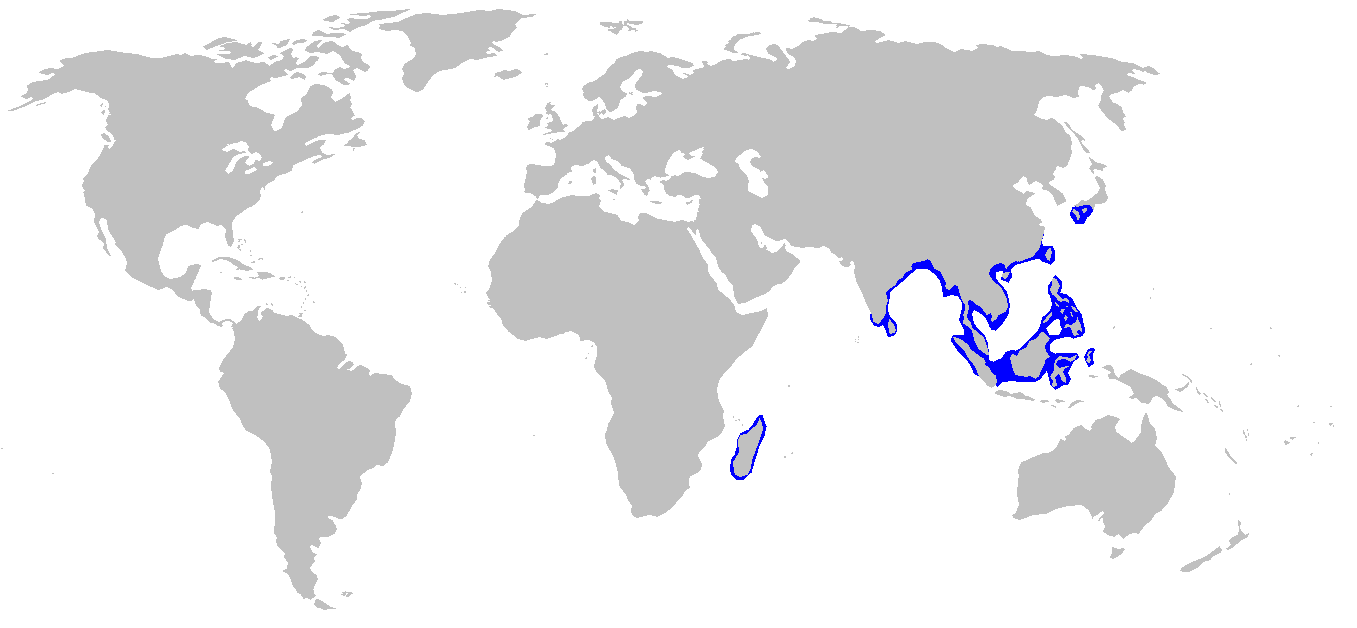
Carte de répartition de l'espèce